# غاي ديلورم
غاي ديلورم هو موسيقي كندي، ولد في 20 مارس 1947 في ثاندر باي في كندا، وتوفي في 23 يونيو 2011 في كالغاري في كندا.

## وصلات خارجية
- غاي ديلورم على موقع IMDb (الإنجليزية)
- غاي ديلورم على موقع ميوزك برينز (الإنجليزية)
- غاي ديلورم على موقع ديسكوغز (الإنجليزية)